# Affichage
 (mai 2018).
Si vous disposez d'ouvrages ou d'articles de référence ou si vous connaissez des sites web de qualité traitant du thème abordé ici, merci de compléter l'article en donnant les références utiles à sa vérifiabilité et en les liant à la section « Notes et références ».

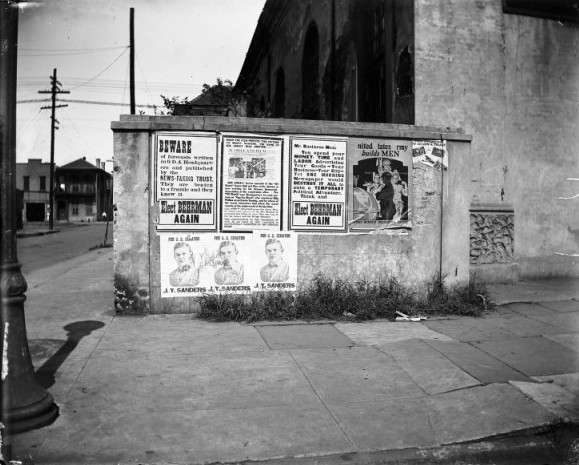
Affichage non réglementé à La Nouvelle-Orléans en 1920.

L’affichage est une technique de communication en extérieur qui consiste à installer et parfois gérer dans un espace public du mobilier urbain destiné à recevoir un support de nature promotionnelle. 
Dans le cadre d'une campagne publicitaire, l'affichage peut être alors considéré comme un média à part entière, sans contexte rédactionnel, et complémentaire. Réglementé, l'affichage extérieur fait partie du paysage urbain mais de nombreux collectifs (riverains ou autres) tendent à vouloir en limiter le développement.

## Histoire

### Débuts

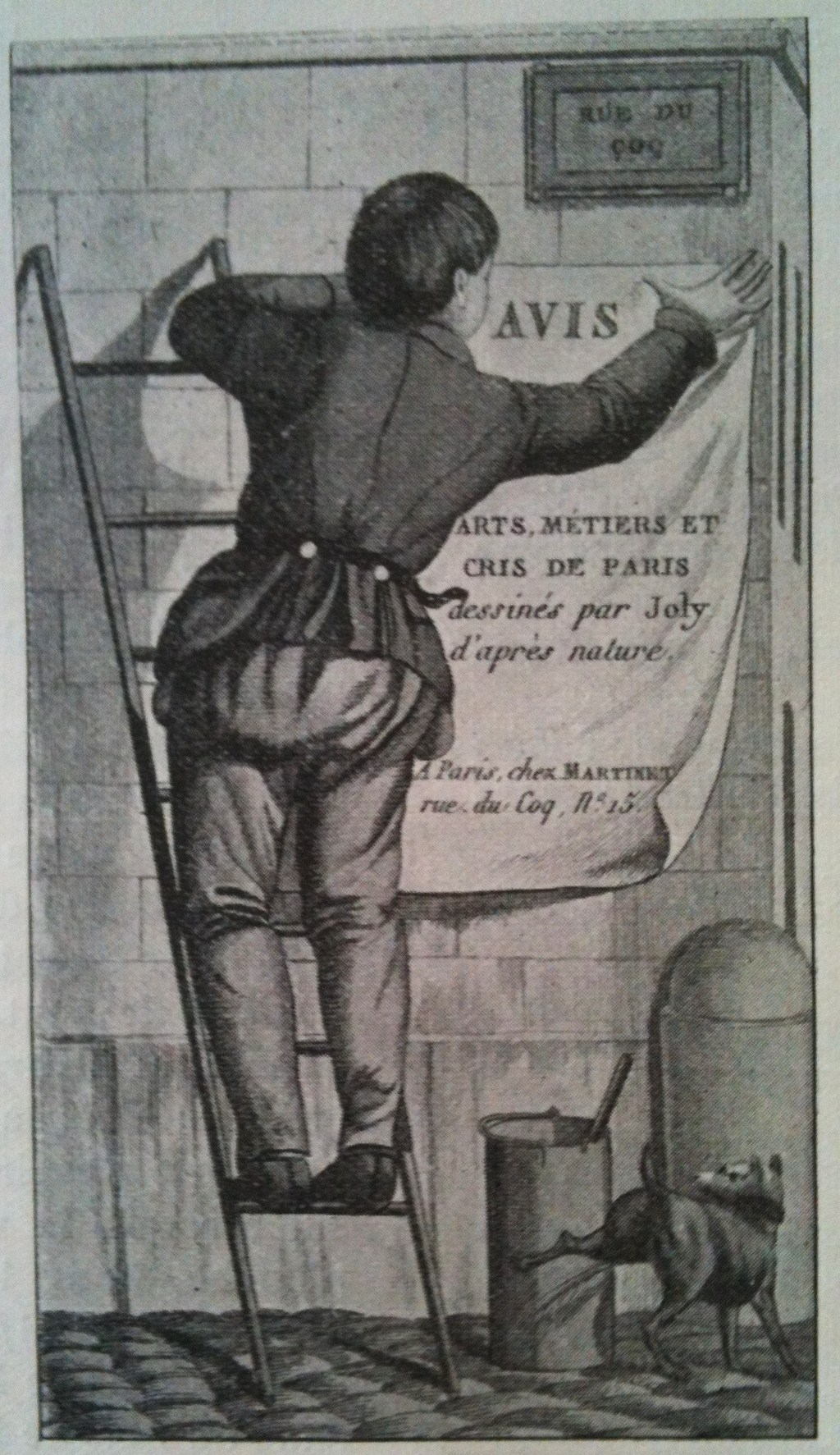
Colleur d'affiche parisien par Jolly (ca. 1815).

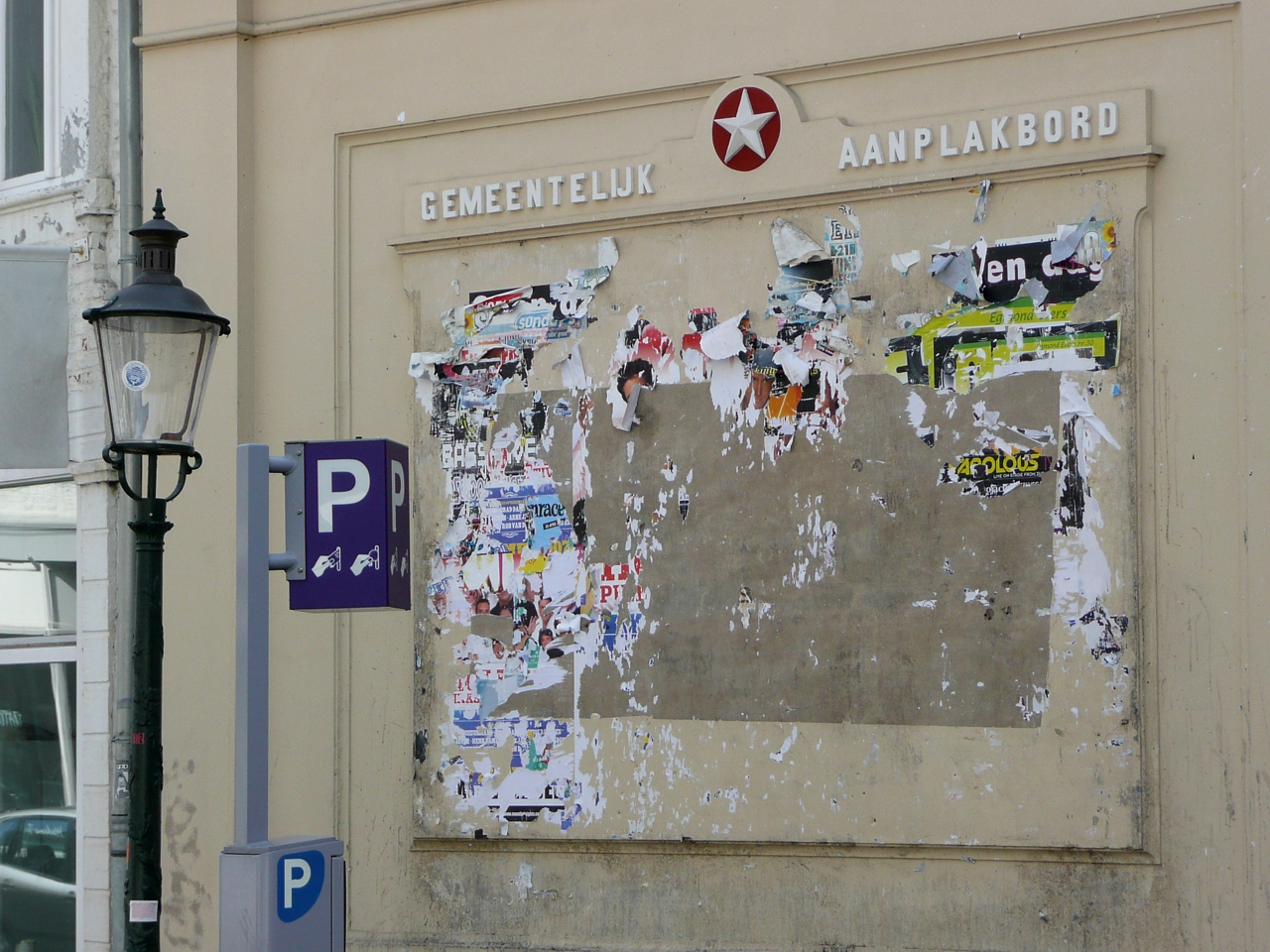
Panneau d'affichage municipal à Maastricht : ce système d'information existe dans toutes les villes depuis au moins le XVI.

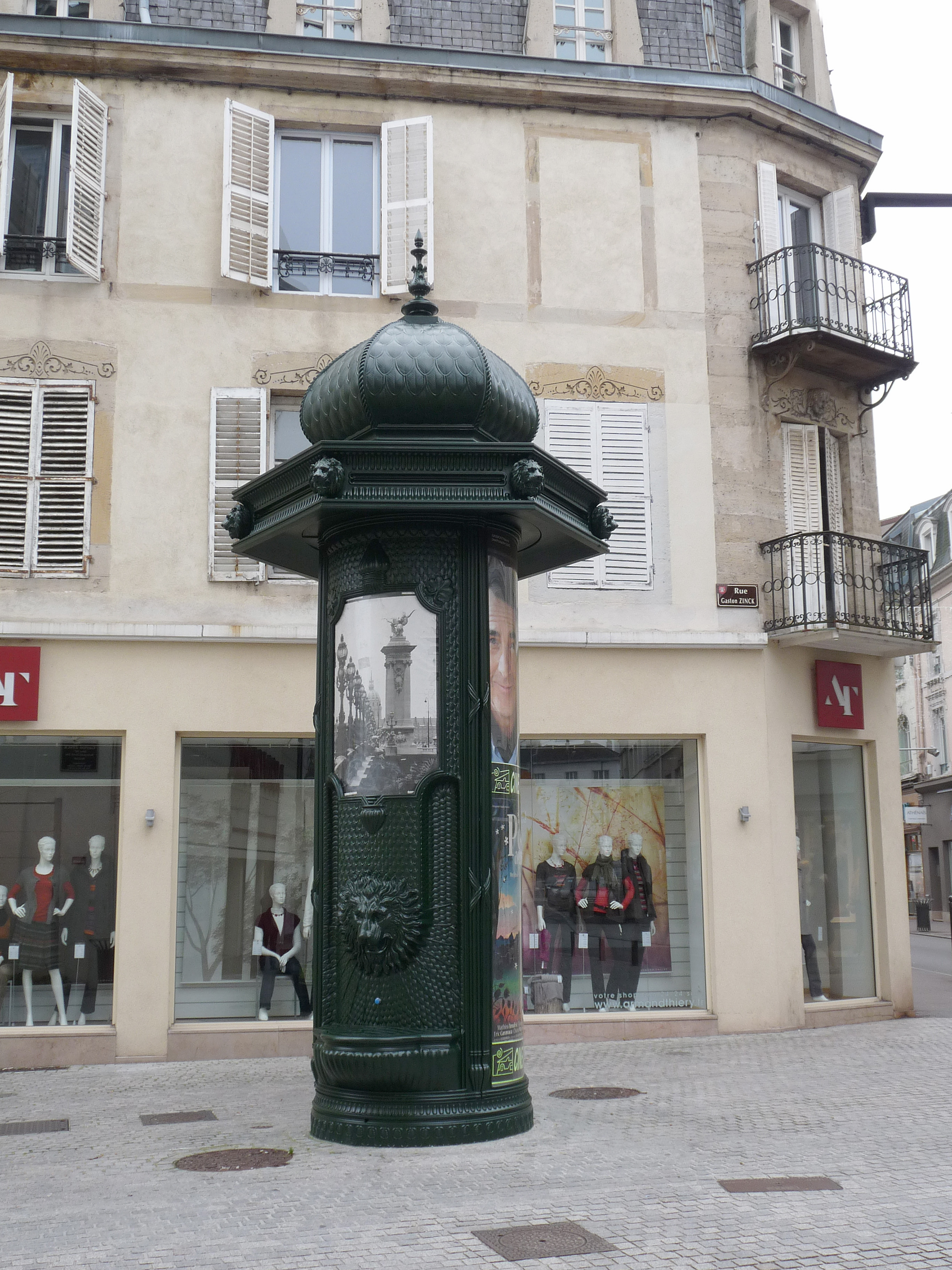
Colonne Morris (ici à Épinal), mobilier urbain permettant l'affichage et inventé au milieu du XIX.

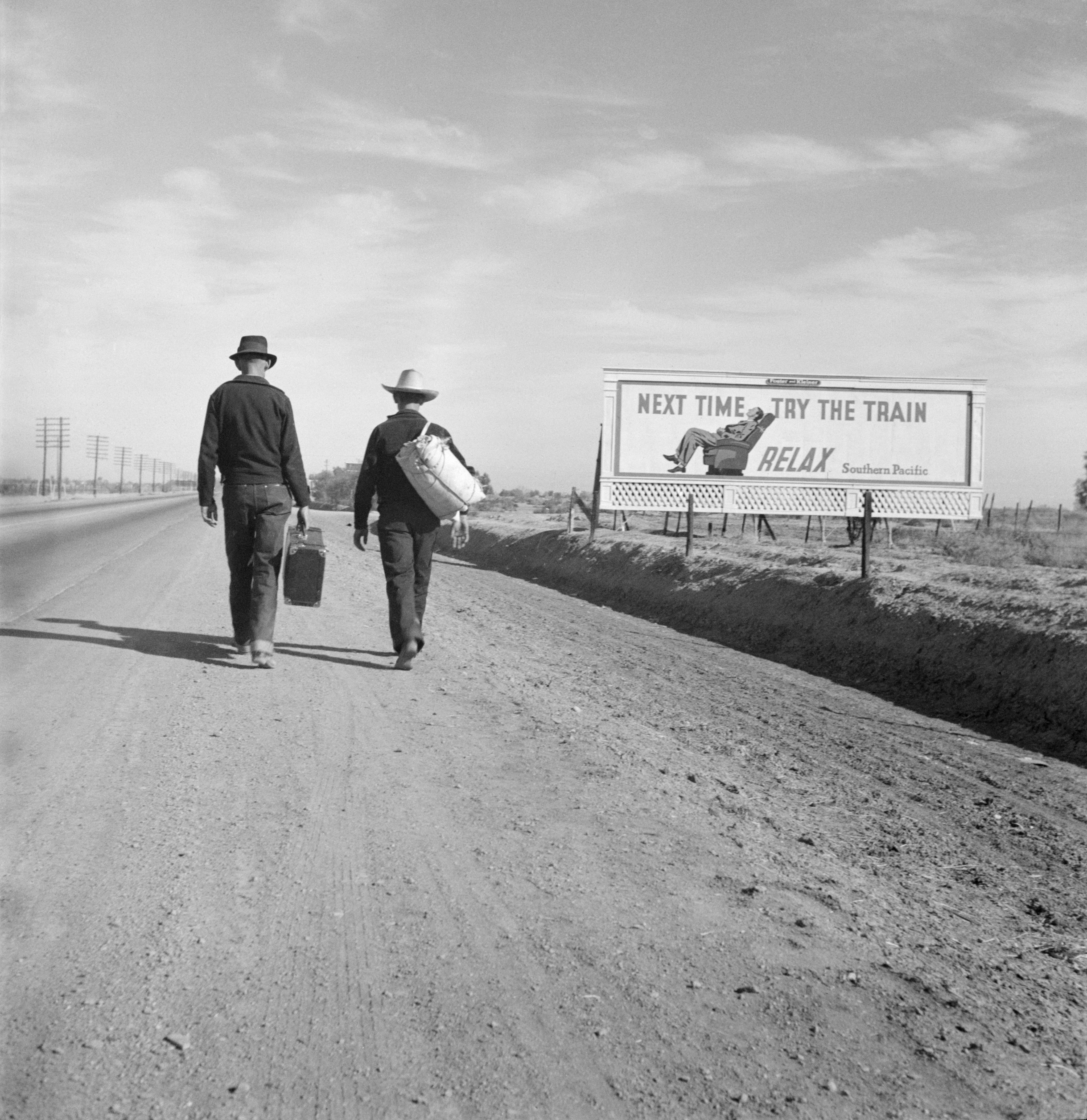
Publicité pour le train format 7,5 x 3.3 m installée le long d'une route aux États-Unis en 1937 (photo : Dorothea Lange/Library of Congress).

En tant que support d'information destiné au passant, l'affiche imprimée a d'abord été utilisée, et ce dès la fin du XVe siècle en Europe mais surtout dans les grandes villes, pour placarder les annonces des crieurs publics : édits royaux, fête liturgique, arrivage de marchandises, parution d'un ouvrage, spectacle de foire. Avec l'alphabétisation, elle est progressivement employée comme un moyen de mobilisation : cet élan commence au milieu du XVIIe siècle. Libelles et placards, feuillets volants souvent pamphlétaires, par contrainte étatique (censure) ou économique (peu de moyens, donc petite diffusion), trouvaient un public en étant affichés sur les places publiques. Peu illustrées, les messages s'exprimaient en caractères de petites tailles et créaient ainsi des attroupements, par conséquent des débats et des troubles, dont le contenu des affiches était le point de départ. 
L'Europe connaît au XVIIIe siècle des périodes de relatives libertés en termes d'affichage : ainsi Londres, après 1695 ; Paris, entre 1715 et 1725, puis entre 1789 et 1800. Au Japon, les rues des villes accueillent par exemple des affiches annonçant des combats de sumo.

### Tournant duXIXesiècle
Petit à petit, les concepteurs de ce type de supports comprirent que les gros titres interpelaient les gens au simple passage. L'affiche s'est alors détachée de la « feuille politique » pour transmettre des slogans, c’est-à-dire des messages courts, que la mémoire peut retenir en quelques secondes. Suivant l'agrandissement du format et des caractères, l'affichage fut utilisé pour annoncer un évènement particulier, faire la réclame (« annonce destinée à vanter les mérites de quelque chose », 1839), ou soutenir une propagande. En France, après le Premier Empire qui réglementait l'affichage dans les villes de façon drastique, les premières campagnes d'affichage voient le jour, dynamisées par les progrès des techniques d'impression. L'affichage devient plus graphique que littéraire et ce tournant s'opère vers 1840. Pour intégrer l'image et donner à celle-ci toute sa force, il faudra attendre la deuxième révolution industrielle et l'invention de la chromolithographie. Cette époque, située entre 1865 et 1880, marque également le coup d'envoi de l'affiche comme média de publicité mais aussi comme mode d'expression artistique. C'est aux États-Unis que naissent les premières agences de publicité : au regard de l'immensité du territoire, les premiers budgets sont régionaux. En 1900, Albert Lasker est le premier à lancer un programme d'affichage national aux États-Unis avec un budget annuel, colossal pour l'époque, de 300 000 dollars payé par la marque Washer.
Le premier panneau publicitaire commandé par ordinateur est le Panneau Westinghouse qui fut installé en Pennsylvanie.

### France
L'affichage comme média publicitaire a débuté le long des routes de France dès le début du XXe siècle  :
- avec les entreprises Lumi-Route, l'O.T.A. (Office Technique d'Affichage), la SFAR (Société française d'affichage routier), la SCAP qui devint par la suite Giraudy, Route et Ville, Affichage Gaillard, Lioté, Avenir, puis Dauphin OTA, dirigée par Jacques Dauphin, qui racheta les principales sociétés d'affichage routier ;
- soit sous forme d'affiches apposées à même les murs au tout début puis sur des panneaux (palissades) ;
- soit sous forme de publicités peintes (murs peints) directement sur les murs « pignons » avant d'être typiquement urbain (année 1960) ou rurbain (années 1980).

Aujourd'hui, l'affichage est un média essentiellement à but publicitaire. C'est un média de masse ayant une cible urbaine et majoritairement jeune et masculine. Il est aussi celui qui vise les gens qui se déplacent le plus.
De nombreux formats existent dans chaque pays. Il n'y a que certaines entreprises d'affichage (appelés « afficheurs ») de dimension internationales comme JC Decaux, Clear Channel Outdoor et CBS Outdoor qui utilisent les formats universels (1,20x1,60 m et 3,20x2,40 m), et ce, à travers différents réseaux « markétés » et fortement ciblés selon les espaces (par exemple : centres commerciaux, aéroports, gares, univers rural, grandes et petites agglomérations, métros, bus, parkings, etc.).
En ville. on trouve des panneaux d'affichage mobiles portés par des bus, des taxis ou des véhicules dédiés : camions, camionnettes ou remorques tractées par des vélos.
Les contrats pour l'installation du mobilier urbain dans l'espace public sont conclus par les collectivités territoriales, qui, moyennant redevance, accordent pour une durée déterminée des concessions aux entreprises spécialisées en publicité extérieure, lesquelles font appel à des cabinets de designers pour créer le mobilier de service public adéquat.
Aujourd'hui intégrée dans Clear Channel Outdoor, la société Dauphin, inventeur en 1963 de l'offre « réseau », qui est un « package » de panneaux à durée déterminée au format 4x3,  a obtenu en 1947 la concession des murs aveugle et des friches de la ville de Paris, en raison de la conduite exemplaire de ses afficheurs sous l'occupation allemande au cours de la Seconde Guerre mondiale : la société était alors dirigée par Eugène Dauphin, dit le « Colonel Duc » dans la Résistance.

## Réglementation

### Réglementation en France

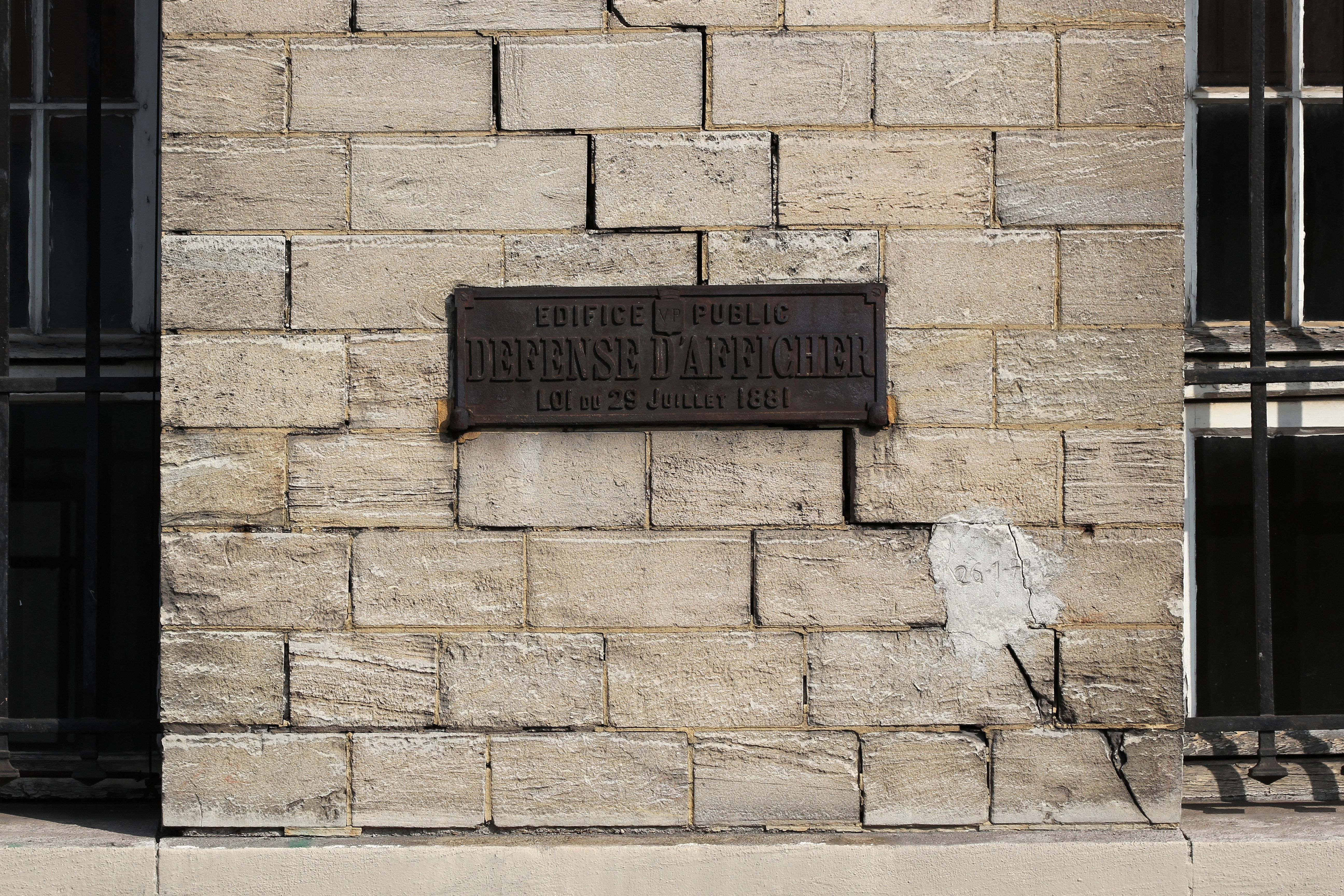
Plaque en fonte : Édifice public défense d'afficher loi du 29 juillet 1881, sur le mur d'une caserne de pompiers.

L'affichage a toujours fait l'objet d'une réglementation. La loi du 29 juillet 1881 sur la liberté de la presse, qui abrogea tous les textes antérieurs, garantit les prérogatives de l'autorité publique (création d'emplacements réservés à l'affichage administratif, réglementation de l'affichage électoral, interdiction d'affichage sur les édifices publics). Puis, en 1902, 1910 et 1935, une série de lois assura l'interdiction de l'affichage sur des monuments historiques. La loi du 12 août 1943, validé à la Libération, définit une réglementation spécifique applicable dans les lieux ne faisant pas l'objet d'une interdiction d'affichage, accordant de larges pouvoirs  aux préfets afin de prendre en compte les circonstances locales.
Le régime actuellement applicable résulte de la loi no 79-1150 du 29 décembre 1979, relative à la publicité, aux enseignes et préenseignes, qui constitue, en droit français, la première approche globale de cette forme de publicité dans ses rapports avec l'environnement. Cette loi institue une réglementation autonome de la publicité dont elle définit l'objet et les instruments. Elle pose le principe d'une définition concertée de la réglementation par zone de publicité, sur la base d'un régime de droit commun détaillé et restrictif. Elle définit un régime mixte de sanctions administratives et pénales en cas de violation de la loi. Elle renforce enfin la protection des particuliers qui louent aux entreprises spécialisées des emplacements publicitaires. 
Il est à noter qu'en France, il arrive que les afficheurs ne respectent pas la législation.

## Technique

### Principaux formats et univers
- Grands formats : 12 m2 & 8 m2 dans les zones urbaines, 4 m2 dans les zones rurales (Exterion Media, Clear Channel Communications, Dauphin OTA)
- Murs peints : Dauphin OTA[6]
- Mobiliers urbains : 2 m2 abribus et mupi, 8 m2 sur le domaine public (Sénior de JC Decaux)
- Métro : 12 m2 Quais, couloirs en 200x150 400x150 et 120x176 (Métrobus)
- Gares : 12 m2, 8 m2 et 2 m2 (MédiaTransports)
- TGV : 30x40 à bord des TGV (ONBOARD Régie)
- Bus : Arrières 99x83, Flancs gauches 274x68, Flancs droits (Clear Channel Communications et Métrobus)
- Taxis & VTC : 220x60 flancs Classic  (Rainbooh, Quadriplay)
- Vélos publicitaires Affi'bike : 4 à 8 m2 par vélo (Agence Opé Spé)
- Camions publicitaires : 12 m2 - 2 faces de 6 m2 (Affi Mobile, Visual Affiches)
- Navettes aéroports - Cars Air France :  (ONBOARD Régie)
- Centres commerciaux : 8 m2 et 2 m2 déroulant (Clear Channel)
- Vitrines : 60x80, 40x60 et 60x160 sur les vitrines des commerces en centre-ville
- Sanitaires : A3 dans les toilettes hommes et femmes des lieux de sortie, d'exposition et de spectacles (Next One, LittleCorner)

L'affiche collée tend à disparaître du paysage urbain au profit de l'affiche déroulante intégrée dans des supports électroniques qui défilent sur 1 à 5 affiches selon des créneaux de temps d'exposition du message programmés.[réf. nécessaire]

### Nouvelles technologies
- L'affiche interactive : avec une puce intégrée à l'intérieur de l'affiche et renvoyant vers un récepteur mobile, elle commence à faire son apparition dès 2005 ;
- L'e-paper ;
- L'affichage olfactif ;
- Le Bluetooth ;
- L'affichage sonore ;
- Les écrans qui comptent les passants[7].

## Économie

### Acteurs du marché
Les principaux acteurs du marché mondial de l'affichage et de la communication extérieure sont, en 2007 :
- IHeartMedia, Inc. (États-Unis) : chiffre d'affaires de 3,28 milliards de dollars en 2007
- JCDecaux (France) : 2,88 milliards
- JCDecaux (Belgique) :
- Exterion Media (États-Unis) : 2,18 milliards
- Lamar (États-Unis) : 1,21 milliard
- Ströer (Allemagne) : 0,67 milliard
- Titan Outdoor (États-Unis) : 0,45 milliard
- News Outdoor (NewsCorp en Russie) : 0,42 milliard

Il faut ajouter également que l'affichage en France est détenu principalement par les sociétés JC Decaux, CBS Outdoor, Clear Channel mais qu'un nombre important de sociétés locales sont fortement implantés en region (Abri Services, Pisoni, Gb affichage, Girod media, Aloesred, Signal Régie...).

### Outils de mesure du média
La société Affimétrie gère en France depuis 1992 l'étude d'audience de ce media sous l'égide du CESP.
Les résultats d'audience varient en fonction de la durée des campagnes - 7 jours, 14 jours, 1 mois, 1 an, pour les panneaux communication permanente -, du nombre d'emplacements affichés, et d'univers sélectionnés.
Aujourd'hui, seuls le grand format et le mobilier urbain des principales régies sont placés sous le contrôle d'Affimétrie. Le mode de calcul statistique de l'audience reste opaque.
L'impact de l'affichage : mémorisation, attribution, reconnaissance, et efficacité sur les ventes, sont analysées à travers de nombreux instituts tels que Ipsos, Sodis-Conseil, TNS Secodip, etc.
Il en est de même pour le parcours de l'œil (technique « Eyes-Tracking ») sur la surface d'une affiche ou un écran plasma[réf. nécessaire].

## Cas de l'affichage presse

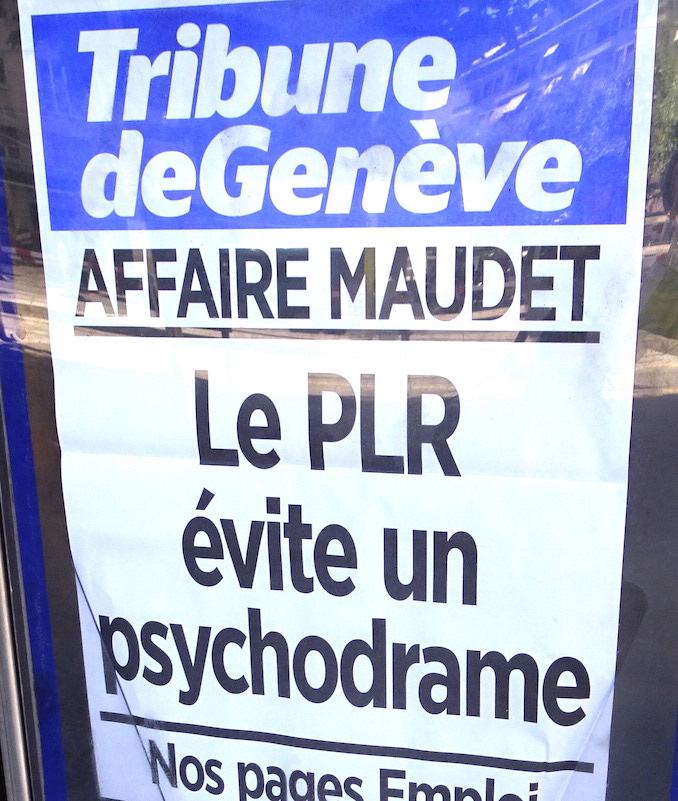
Manchette de journal (2020, Suisse).

Trois acteurs principaux se partagent la niche de l'affichage presse :
- Promap, créée en 1971 ;
- Insert, né du regroupement des filiales d'Emap et du groupe Hachette en 1999 qui se positionne comme l'afficheur des centres-villes ;
- Mediakiosk, spécialisée sur le réseau des kiosques.

Les supports proposés par les afficheurs sont variés et sont généralement homothétiques au format des couvertures de magazines :
- 30x40, perpendiculaire au point de vente, il incite le passant à rentrer dans le magasin ;
- 60x80 ;
- le « dos de kiosque » (120x174) en principe efficace pour l'impact visuel qu'il provoque.